# قوس لاديفونس

قوس لاديفونس الواجهة الأمامية

قوس لاديفونس أو غراند أرش (القوس الكبير) (Arche de la Défense قوس الدفاع) نصب تذكاري في باريس، يعد من معالم العاصمة الفرنسية الحديثة.

## تاريخ البناء
بدأت مسابقة التصميم للمشروع بمبادرة من الرئيس الفرنسي فرانسوا ميتران في ذكرى مرور مائتي سنة على الثورة الفرنسية. فاز به المهندس المعماري الدانماركي يوهان أوتو فون شبريكلسن (1929-1987) بدأ تشييد النصب المذكور في عام 1982. بعد وفاة المهندس المعماري في عام 1987 ، خلفه شريكه، المهندس المعماري الفرنسي بول أندريو، انجز العمل في 1989/90.

## معرض صور

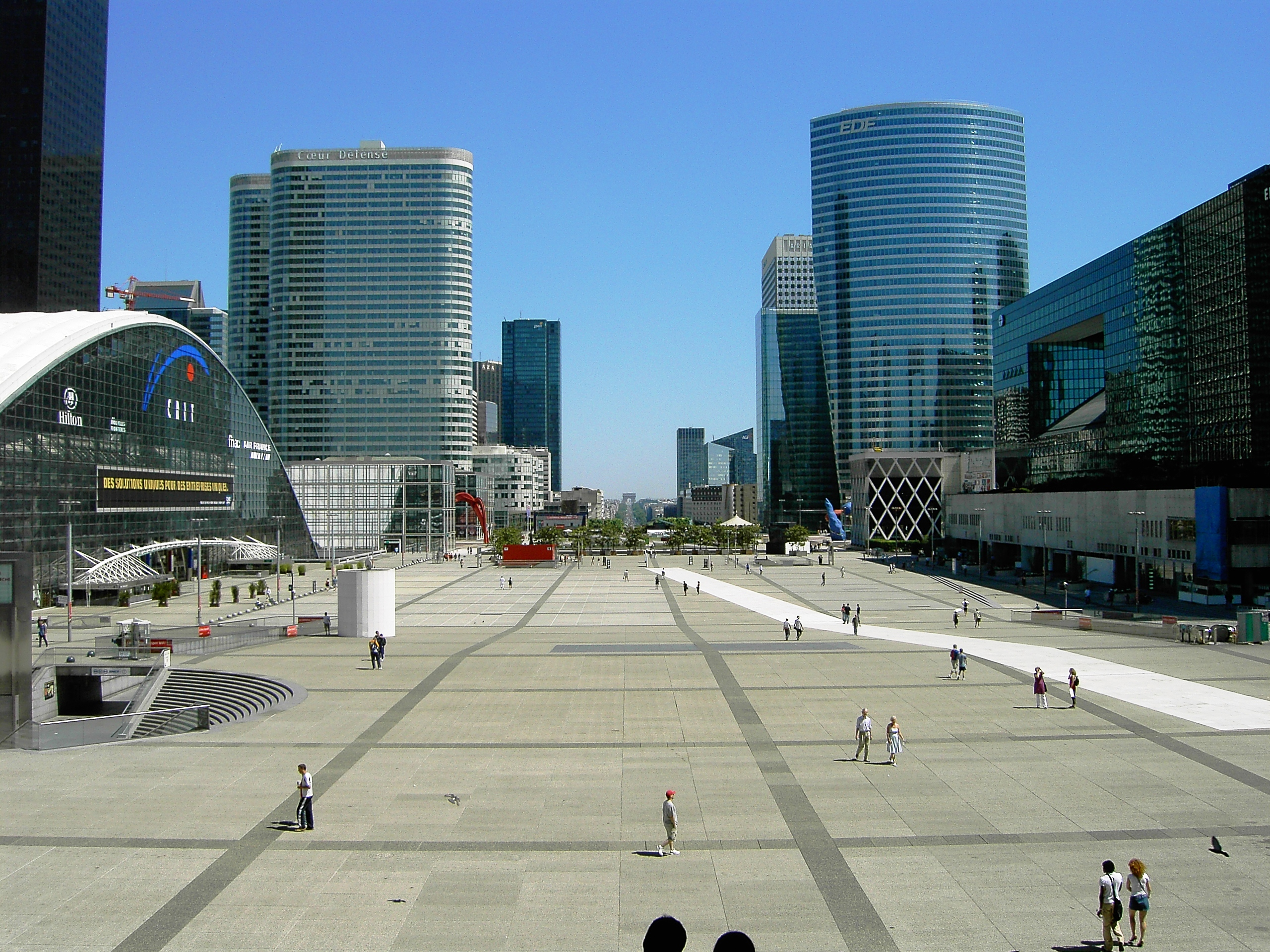
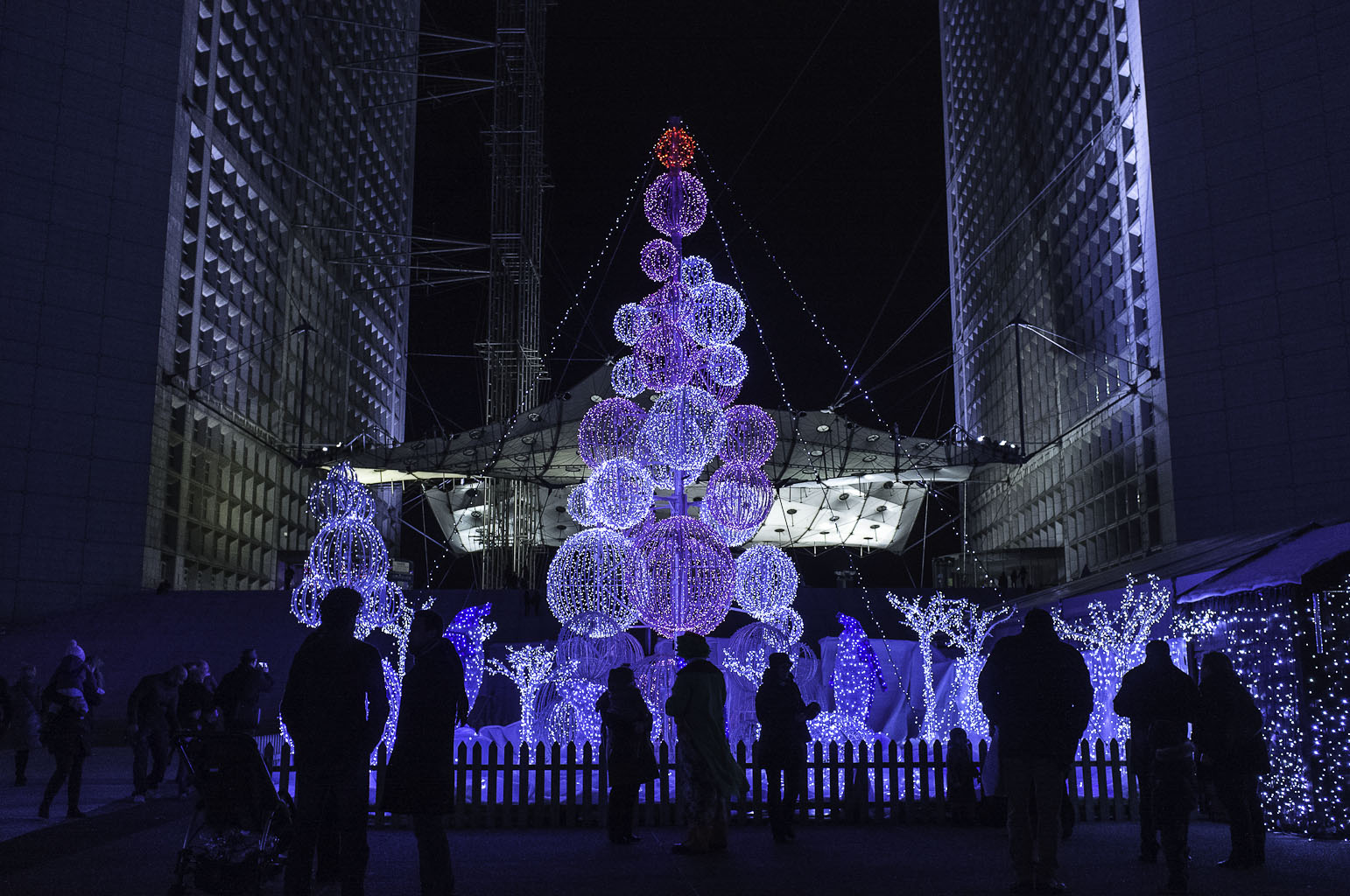
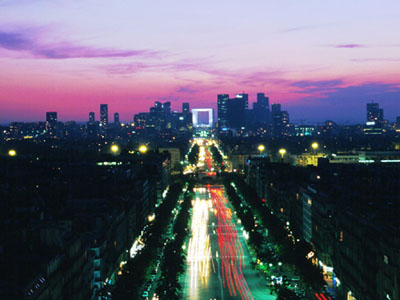
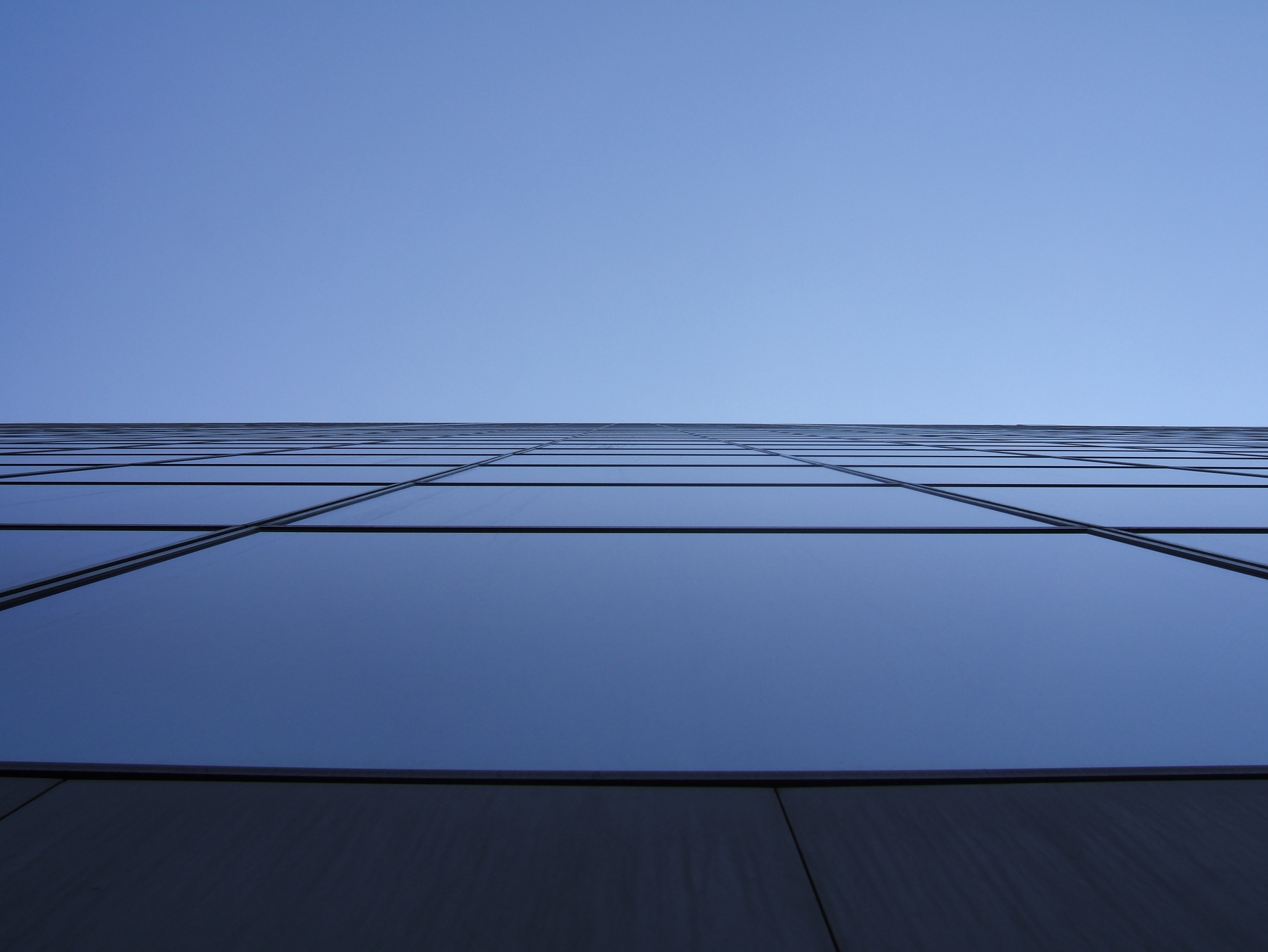